# Cobalto (colore)

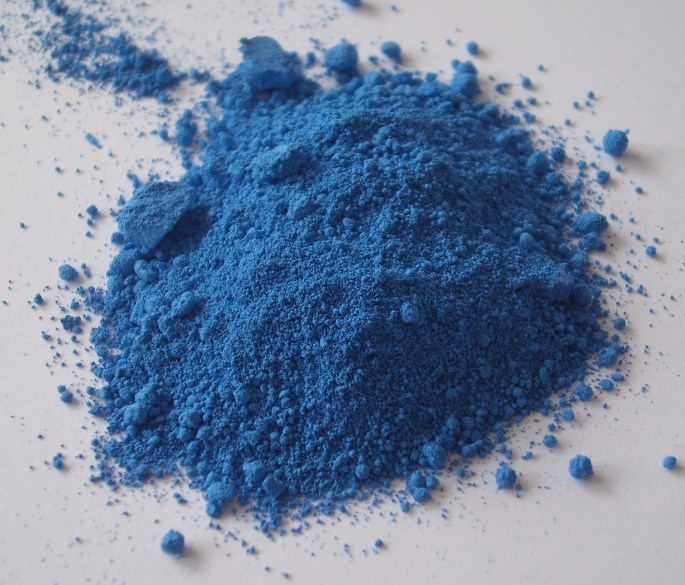

Il cobalto è una gradazione fredda e desaturata del blu, storicamente creata attraverso la sinterizzazione del monossido di cobalto con l'ossido di alluminio a 1200 °C. È stata scoperta da Louis-Jacques Thenard nel 1802.

## Storia
L'alluminato di cobalto CoAl2O4, noto anche con il nome di blu cobalto, blu di Thénard e blu di Dresda, è un pigmento che venne sintetizzato per la prima volta nel 1802 da Thénard scaldando insieme fosfato di cobalto Co3(PO4)2 o arseniato di cobalto Co3(AsO4)2 e allumina Al2O3; ancora oggi viene prodotto tramite la medesima procedura. Questo pigmento presentò grandi vantaggi per i pittori dell'epoca poiché era molto stabile e facilitava l'asciugatura della pittura ad olio.